# Cutouts
Cutouts — третій студійний альбом англійського рок-гурту The Smile, реліз якого відбувся 4 жовтня 2024 року на лейблі XL Recordings. Він був записаний в Оксфорді та лондонській Abbey Road Studios з продюсером Семом Петтс-Девісом під час тих самих сесій, що й попередній альбом Wall of Eyes.
The Smile просували Cutouts за допомогою синглів «Don't Get Me Started», «The Slip», «Foreign Spies», «Zero Sum» і «Bodies Laughing» з відеокліпами цифрового художника Weirdcore і серіями загадкових повідомлень у соціальних мережах. Він отримав визнання і досяг 7 місця в UK Albums Chart.

## Запис
До складу Smile входять два учасники Radiohead Том Йорк і Джонні Ґрінвуд та барабанщик Том Скіннер. Вони виконали кілька майбутніх пісень Cutouts на ранніх живих виступах у 2021 і 2022 роках. Ґрінвуд вперше виконав риф з «Eyes & Mouth» під час туру Radiohead 2016 року під час виконання їхньої пісні «Talk Show Host».
Cutouts був спродюсований Семом Петтс-Девісом і записаний у домашній студії Ґрінвуда в Оксфордширі та Abbey Road Studios у Лондоні під час тих самих сесій, що й попередній альбом Smile, Wall of Eyes. Йорк сказав, що Smile вирішили розділити пісні на дві групи, щоб віддати їм належне і уникнути вигорання. За словами Ґрінвуда, Cutouts був наполовину готовий, коли вони випустили Wall of Eyes. The Smile записували додаткові партії під час туру. Він підкреслив, що Cutouts не складався з «залишків», а був натомість «повноцінним записом».
Ґрінвуд широко використовував педаль затримки для своїх гітарних партій. «Zero Sum» була натхненна відеозаписом танців керівників Microsoft на презентації Windows 95. Йорк написав «Bodies Laughing» понад 20 років тому, але не зміг її закінчити. Після виконання її наживо з групою Smile вони перетворили її на «параноїдальну мелодію, що легко слухається». «Tiptoe» програвалась на глобальних промо-вечірках Wall of Eyes.
Назва альбому відсилає до вирізів — шпигунського терміну, який Йорк дізнався, читаючи про російське втручання в західну політику: «Я думаю, що мене зачепила двовимірність опису, на якому я застряг. Новий світ холодної війни з двовимірними проксі-персонажами». Він пов'язав це з «атомізацією та ізоляцією від світових подій», спричиненою соціальними мережами, і запитав: «Якого біса ми сидимо в Інтернеті з двовимірними аватарами один одного, ніби це справді ми, і намагаємося обговорювати складні питання, використовуючи два-три речення?».

## Музика
Slant охарактеризував Cutouts як «більш складний», ніж Wall of Eyes, з пріоритетом атмосфери над традиційним написанням пісень. Pitchfork описав реліз, як більш «вільніший» і «фанковіший». Тексти пісень присвячені капіталізму, запереченню зміни клімату та соціально-політичному страху.
Uproxx описав «Don't Get Me Started» як «синті-важку» і «пропульсивну». «Zero Sum» — швидка і ритмічно насичена, з «гіперактивною» соло-гітарою. «Eyes & Mouth» поєднує «спіралеподібні» рифи з «перекатами» барабанних партій і джазовими фортепіанними акордами. Stereogum описав «Colours Fly» як поєднання пісень Radiohead «Pyramid Song» і «The National Anthem», з єгипетською гамою і «хмарами шуму». «Instant Psalm» містить струнні, акустичну гітару, що грає з використанням педалі, і «земну» мелодію, яку Loud and Quiet порівняли з альбомом Radiohead 1995 року The Bends. «Tiptoe» — звучить як фортепіанна балада з оркестровими струнними.

## Реліз
У березні 2024 року Smile розпочали європейське турне, включаючи виступ на 6 Music Festival у Манчестері з Лондонським сучасним оркестром, який включав виконання деяких пісень з Cutouts. Серпневий тур Smile був скасований після того, як Ґрінвуд був тимчасово госпіталізований з серйозною інфекцією.
2 серпня The Smile випустили вініловий подвійний сингл «Don't Get Me Started» і «The Slip». Вініл був випущений без промо і був доступний лише у магазинах. «Don't Get Me Started» була додана до цифрових сервісів 8 серпня у супроводі відео, знятого аудіовізуальним художником Weirdcore, з «глітчевою» комп'ютерною графікою, що нагадує генеративний штучний інтелект. Пізніше у серпні The Smile розмістили серію загадкових повідомлень у соціальних мережах; при розшифровці цих повідомлень відкривається трек-лист.
«Cutouts» був анонсований 28 серпня, одночасно з релізом «Foreign Spies» і «Zero Sum» на стрімінгових сервісах, що супроводжувався новими відео Weirdcore. 1 жовтня The Smile анонсували арт-інсталяції Through the Glass у Лондоні та Нью-Йорку з новими піснями та відеокліпами Weirdcore. «Bodies Laughing» була випущена як сингл 2 жовтня. Cutouts вийшов 4 жовтня у цифровому, CD, касетному та вініловому форматах.

## Відгуки критиків
На сайті Metacritic Cutouts отримав 82 бали зі 100 на основі 24 рецензій від критиків, що свідчить про «загальне визнання». У Stereogum Кріс Девілл похвалив «запальні» швидкісні треки і гітарну роботу Ґрінвуда, але вважав, що повільніші треки були менш ефективними. Він припустив, що заміна давнього продюсера Radiohead Найджела Ґодріча, який продюсував перший альбом Smile, краще підходить для повільних треків, ніж «сиріший і сухіший» стиль продюсування Петтса-Девіса. Він підсумував: «Цілком можливо, що Smile могли б створити один шедевр зі своїх двох альбомів 2024 року, але ті два, які вони дали, є достатньо захоплюючими і корисними, щоб виправдати існування як окремих релізів». Критик Clash Енді Гілл похвалив «екстатичну» атмосферу і «блискуче» продюсування Петтса-Девіса. У The Guardian Філ Монгредієн писав, що пісні не являються «миттєвими», але «повторне прослуховування дозволяє кожній з них розкрити свою чарівність».
Критик Slant Льюї Паркінсон-Джонс сказав, що Cutouts вдало поєднує стилі і більше нагадує «роботу справжнього гурту», ніж попередній сайд-проєкт Йорка, Atoms for Peace. Він похвалив «Bodies Laughing» як «вражаюче красивий», з «вдало підібраними модуляціями і тонким введенням нових інструментів». У The Arts Desk Грем Фуллер написав, що Cutouts «не позбавлений краси і технічного блиску», похваливши «інтимний» спів Йорка і «вправну» гітарну гру Ґрінвуда. Однак він вважав, що альбому бракувало мелодійності та атмосфери, він мав «випадкову» послідовність треків і зарозумілі тексти, і що він був менш послідовним, ніж Wall of Eyes. Критик Loud and Quiet Сем Волтон сказав, що хоча Cutouts був менш цілісним, ніж Wall of Eyes, його пісні були «однаково захоплюючими, хвилюючими, чаруючими і незабутніми», і припустив, що це найкраща робота Йорка і Ґрінвуда з часів альбому Radiohead In Rainbows 2007 року. В NME Джордан Бассетт сказав, що Smile «здається, веселяться більше, ніж будь-коли» і звучать комфортно у своєму стилі. У The A.V. Club Раян Рід охарактеризував Cutouts як «хаос над цілісністю … багато до біса веселощів, прикметник, який мало хто використав би для опису також блискучої роботи Wall Of Eyes». Журнал Pitchfork описав альбом як «захоплююче свідчення майже телепатичної хімії, яку ці троє музикантів відточили за два роки гастролей», і вважав, що треки, де Скіннер присутній найменше, «Foreign Spies» і «Don't Get Me Started», були єдиними слабкими місцями.

### Списки на кінець року
| Публікація     | Відзнака     | Позиція | Пос.   |
| -------------- | ------------ | ------- | ------ |
| Rough Trade UK | Альбоми 2024 | 4       | [ 36 ] |

## Трек-лист
Автор слів Том Йорк, автор музики The Smile. 
| #     | Назва                  | Тривалість |
| ----- | ---------------------- | ---------- |
| 1.    | «Foreign Spies»        | 4:48       |
| 2.    | «Instant Psalm»        | 4:18       |
| 3.    | «Zero Sum»             | 2:47       |
| 4.    | «Colours Fly»          | 4:55       |
| 5.    | «Eyes & Mouth»         | 3:59       |
| 6.    | «Don't Get Me Started» | 5:55       |
| 7.    | «Tiptoe»               | 3:30       |
| 8.    | «The Slip»             | 4:29       |
| 9.    | «No Words»             | 4:16       |
| 10.   | «Bodies Laughing»      | 4:57       |
| 43:54 |                        |            |

## Персоналії
The Smile
- Джонні Ґрінвуд — гітари, бас, піаніно, синтезатори, оркестрове аранжування, віолончель, MaxMSP
- Том Скіннер — барабани, синтезатори, перкусія, бек-вокал
- Том Йорк — вокал, гітари, бас, піаніно, синтезатори, художнє оформлення, дизайн

Додаткові учасники
- Сем Петтс-Девіс — продюсування, зведення, звукорежисер
- Олі Міддлтон — звукорежисер
- Грег Калбі — мастеринг
- Том Ешпітел — звукоінженер оркестру, асистент звукорежисера
- Піт Клементс — студійний технік
- Джо Ваятт — запис, асистент інженера
- Лондонський сучасний оркестр — струнні на «Instant Psalm» і «Tiptoe»
  - Г'ю Брант — диригент
  - Елоїза-Флер Том — концертмейстер
- Роберт Стілман — тенор-саксофон на «Zero Sum», бас-кларнет на «Colours Fly»
- Піт Воррем — баритон-саксофон на «Zero Sum»
- Стенлі Донвуд — художнє оформлення, дизайн

## Чарти
| Чарт (2024)                                  | Пікова позиція |
| -------------------------------------------- | -------------- |
| Australian Albums (ARIA)                     | 29             |
| Австрія Austrian Albums (Ö3 Austria)         | 7              |
| Бельгія Belgian Albums (Ultratop Flanders)   | 7              |
| Бельгія Belgian Albums (Ultratop Wallonia)   | 10             |
| Croatian International Albums (HDU)          | 1              |
| Данія Danish Albums (Hitlisten)              | 14             |
| Нідерланди Dutch Albums (MegaCharts)         | 5              |
| Німеччина German Albums (Offizielle Top 100) | 14             |
| Ірландія Irish Albums (OCC)                  | 27             |
| Italian Albums (FIMI)                        | 36             |
| Японія Japanese Albums (Oricon)              | 29             |
| Japanese Digital Albums (Oricon)             | 28             |
| Japanese Hot Albums (Billboard Japan)        | 29             |
| New Zealand Albums (RMNZ)                    | 26             |
| Шотландія Scottish Albums (OCC)              | 4              |
| Swedish Physical Albums (Sverigetopplistan)  | 4              |
| Швейцарія Swiss Albums (Schweizer Hitparade) | 5              |
| Велика Британія UK Albums (OCC)              | 7              |
| Велика Британія UK Independent Albums (OCC)  | 2              |
| US Billboard 200                             | 52             |